# Xã Meigs, Quận Adams, Ohio
Xã Meigs (tiếng Anh: Meigs Township) là một xã thuộc quận Adams, tiểu bang Ohio, Hoa Kỳ. Năm 2010, dân số của xã này là 3.905 người.